# Zespół Państwowych Szkół Muzycznych im. Grażyny Bacewicz w Koszalinie

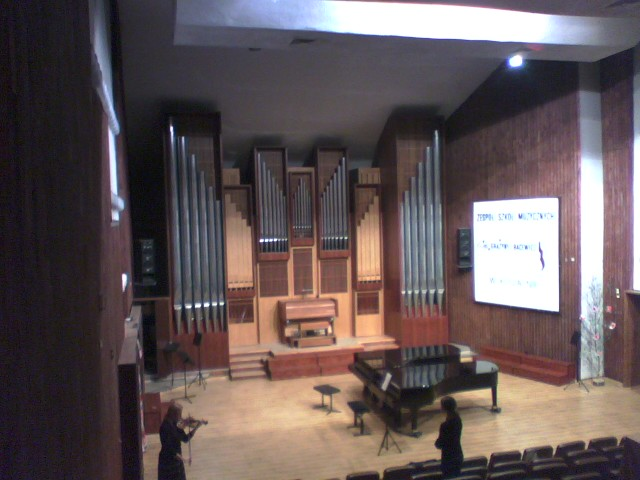
Sala koncertowa ZPSM z marca '08

Zespół Państwowych Szkół Muzycznych im. Grażyny Bacewicz w Koszalinie – ośrodek kształcenia muzycznego składający się z 4 szkół muzycznych I i II stopnia. Szkoła powstała oficjalnie 1 stycznia 1959 r., a faktycznie 15 września 1958 r. rozpoczęła działalność jako Państwowa Szkoła Muzyczna I stopnia w Koszalinie.
Zespół tworzą 4 szkoły i internat tj.:
- Ogólnokształcąca Szkoła Muzyczna I stopnia, realizuje w ciągu 6 lat program podstawowej szkoły muzycznej w połączeniu z programem ogólnokształcącej szkoły podstawowej.
- Ogólnokształcąca Szkoła Muzyczna II stopnia, realizuje w ciągu 6 lat program szkoły muzycznej II stopnia w połączeniu z programem szkoły ogólnokształcącej.
- Szkoła Muzyczna I stopnia, o dwóch cyklach 6- i 4-letnim, realizuje wyłącznie przedmioty muzyczne.
- Szkoła Muzyczna II stopnia, 6-letnia, realizuje wyłącznie przedmioty muzyczne.
- Internat dla 120 uczniów koszalińskich szkół artystycznych tj. Zespołu Państwowych Szkół Muzycznych i Państwowego Liceum Sztuk Plastycznych.

Patronką szkoły jest Grażyna Bacewicz. Obiekt dysponuje salą koncertową na ok. 160 osób z organami czeskiej firmy Rieger-Kloss.

## Znani absolwenci
Wychowankami zespołu szkół są m.in.
- Adam Sztaba
- Reni Jusis
- Agata Szymczewska,
- Katarzyna Cerekwicka
- Paulina Bagińska (znana z II edycji You Can Dance)
- Marcin Wasilewski z Simple Acoustic Trio,
- Marta Kowalczyk (reprezentantka Polski na Eurowizji dla Młodych Muzyków w maju 2008 roku w Wiedniu)
- Marzena Diakun (dyrygentka)[3]
- Ryszard Poznakowski[3]
- Krzysztof Majka[3]
- Sławomir Kurkiewicz(inne języki)[3]